# Valentino Gionta
 (août 2022).
Si vous disposez d'ouvrages ou d'articles de référence ou si vous connaissez des sites web de qualité traitant du thème abordé ici, merci de compléter l'article en donnant les références utiles à sa vérifiabilité et en les liant à la section « Notes et références ».
Valentino Gionta né à Torre Annunziata le 14 janvier 1953 est un criminel italien, chef camorriste du clan Gionta, opérant dans  Torre Annunziata.

## Biographie
Valentino Gionta est né à Torre Annunziata, près de Naples. Il était pêcheur et entre dans la criminalité via Michele Zaza et Lorenzo Nuvoletta. 
Il rejoint le clan Nuova Famiglia au 1981 et devient protagoniste de l’exécution de 2 hommes de Cutolo, le principal rival de la Nuova Famiglia. Ces meurtres sont considérés comme le début du clan Gionta. 
Après la chute de Cutolo, les affrontements internes entre le Nuova Famiglia ont finalement abouti au massacre de Torre Annunziata le 26 août 1984, lorsqu'au moins 14 personnes à bord d'un bus sont entrées dans le cercle des pêcheurs et ont ouvert le feu, tuant 7 et en blessant 8 su ordre de Alfieri-Bardellino-Galasso .

## Problèmes judiciaires
Le 3 novembre 1984, le tribunal de Naples émit 54 mandats d'arrêt contre le clan Gionta. Gionta a été arrêté le 8 juin 1985 par une dénonce de clan Nuvoletta pour arriver la paix avec le clan Casalesi, cette déclaration a été faite par le journaliste Giancarlo Siani qui a été tué en septembre suivante. Il a également rivalité avec clan Limelli, un exemple était le 10 avril 1989 lorsque tuent à un certain Salvatore Annunziato. En juin, il a été arrêté par 2eme fois et a été libéré en décembre suivante.
En février 1991, il a été arrêté par 3ème fois et détenu du 2007 dans la prison de Novara sous le 41-bis. Gionta a été condamné à perpétuité pour association camorriste, trafic de cocaïne, corruption, extorsion de fonds et meurtre.